# Форен-Лінден
Форен-Лінден (нім. Fohren-Linden) — сільська громада в Німеччині, розташована в землі Рейнланд-Пфальц. Входить до складу району Біркенфельд. Складова частина об'єднання громад Баумгольдер.
Площа — 6,60 км2. Населення становить 337 ос. (станом на 31 грудня 2020).